# Edwin Turney
Edwin James Turney (* 26. März 1929 in Brooklyn, New York; † 15. Oktober 2008) war Mitgründer von Advanced Micro Devices sowie zwischen 1969 und 1974 Vizepräsident der Firma.

## Karriere
Turney wurde im Ausbildungszentrum Naval Station Great Lakes der US Navy in Elektrotechnik ausgebildet. Nach Ende des Wehrdienstes arbeitete er als Techniker in verschiedenen Firmen. 1969 wurde er bei Fairchild Semiconductor als Verkaufsingenieur angestellt, im selben Jahr wurde die Firma von Motorola übernommen. Innerhalb zweier Jahre konnte sich Turney bis zum Leiter der Abteilung Sales and Marketing in Silicon Valley hocharbeiten. 
AMD wurde am 1. Mai 1969 durch Turney und Jerry Sanders unter dem Namen Sanders Association gegründet und wurde im US-Bundesstaat Delaware registriert. Turney war zunächst für den weltweiten Ein- und Verkauf, Kundenservice und weitere administrative Funktionen verantwortlich. Turney wechselte 1974 ins Topmanagement von Electronic Arrays. Die Firma war Mitte der 1970er Jahre der führende RAM-Hersteller weltweit und wurde später von NEC übernommen. 1976 wechselte Turney als Vizepräsident zum Halbleiter-Hersteller Intersil. Für seine dortige Werbekampagne wurde er mit dem EFFIE Award ausgezeichnet.